# Ostwestfälisch

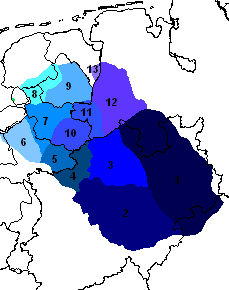
Das Westfälische wird in der Regel unterteilt in
1. Ostwestfälisch,
2. Südwestfälisch,
3. Münsterländisch,
4. Westmünsterländisch.
Je nach Definition werden noch hinzugerechnet:
5. Achterhoeks,
10. Twents.
11. Grafschafter Platt,
12. Emsländer Platt,
13. Westerwolds.
Niedersächsische Dialekte der Niederlande, die nicht zum Westfälischen gezählt werden, sind:
6. Veluws
7. Sallands
8. Stellingwerfs
9. Drents.
Der Groninger Dialekt, der sich vom Westfälischen unterscheidet, ist nicht dargestellt.

Ostwestfälisch (nicht zu verwechseln mit Ostfälisch) ist eine Dialektgruppe des Westfälischen, die im Osnabrücker Land, im Tecklenburger Land, im Waldecker Land und in Ostwestfalen-Lippe gesprochen wird.

## Abgrenzung von anderen Sprachgebieten
Von anderen Dialekten werden die ostwestfälischen Mundarten durch nachfolgend aufgeführte Erscheinungen abgegrenzt. Im Sinne eines Dialektkontinuums gibt es dabei Abweichungen. So gibt es z. B. die Westfälische Brechung im Lippischen nicht, während die Hiattilgung in Ostwestfalen aufgrund der weitergehenden Diphthongisierung als Vorbedingung nur besonders gehäuft und nicht ausschließlich hier auftritt. Es seien hier an Unterscheidungsmerkmalen genannt:
- Die Unterscheidung zwischen dem ursprünglich langen a wie in Rot ‚Rat‘ und dem später gedehnten a wie in Water ‚Wasser‘ grenzt das Ostwestfälische im Osten und Norden von ostfälischen und nordniedersächsischen Dialekten ab.[1]
- Die niederdeutsch-mitteldeutsche Mundartgrenze grenzt das Ostwestfälische südlich der Waldecker Mundart von mitteldeutschen Dialekten ab.[1]
- Die Diphthongierung der Langvokale wie in Braut ‚Brot‘, Fout ‚Fuß‘, Kaise ‚Käse‘, däipe ‚tief‘ neben der für das ganze Westfälische charakteristischen Diphthongierung der Kurzvokale („Westfälische Brechung“) unterschied im früher benutzten Modell der Zweiteilung der westfälischen Mundarten das Ostwestfälische, das damals auch Südwestfälisch genannt wurde, von den nord- oder westwestfälischen Dialekten. Auch der Gegensatz Westfälisch und Engrisch wurde nach angenommenen ethnischen Einteilungen des Frühmittelalters zur Benennung genutzt. Da das Westfälische heute in mehr Teile geteilt wird, tritt diese Erscheinung auch in der östlichen Hälfte des Südwestfälischen und im östlichsten Teil des münsterländischen Mundartgebiets auf. Dabei diphthongisieren im Südwestfälischen aber die geschlossenen Vokale eher und stärker, während dies im Ostwestfälischen die offenen tun. Das Münsterländische nimmt dabei eine Zwischenstellung ein.[3]
- Heute wird daher als Trennlinie von Ostwestfälisch einerseits und Münsterländisch sowie Südwestfälisch andererseits die Linie angenommen, östlich der ē² gespalten wird. Das ē² setzt das urgermanische *ai fort, wenn es nicht vor Umlautfaktor stand. Es teilt sich in einen offeneren und einen geschlosseneren Laut. Nach der Öffnung des Mundes bei der Aussprache wird z. B. das e in Esel als geschlossener und das ä in Ähre als offener bezeichnet. In vorliegenden Fall spaltet sich ē² in der Regel in ai und äi auf.[4]
- Durch die weitergehende Diphthongisierung kommt es auch zu entsprechend weitergehender Hiattilgung wie in teggen ‚zehn‘, maggen ‚mähen‘, friggen ‚freien‘, bowwen ‚bauen‘, bruwwen ‚brauen‘.[5]
- Das urgermanische *sk wurde im Standarddeutschen zu sch, während es im Südwestfälischen teils erhalten blieb. Im Ostwestfälischen hat sich das *sk verändert. Geschrieben wird der Laut meist einfach ⟨sch⟩, doch gesprochen wird entweder ein s, gefolgt von einem ch, also [sx] (wie im Standardniederländischen), oder ein sch wie im Standarddeutschen, gefolgt von einem ch, also [ʃx]. Dies klingt dann oft, insbesondere, wenn die Laute verschliffen werden, wie ein Nuscheln. In einigen Gebieten des Ostwestfälischen hat sich die Aussprache heute schon längst dem standarddeutschen sch, also [ʃ], angenähert.[6]
- In einem großen Teil des ostwestfälischen Mundartgebiets stehen noch a und au vor ld oder lt statt wie in anderen westfälischen Dialekten o. Dabei ist au die nördliche und a die südliche Variante.[7]
- Im Großteil des Gebiets, in dem Ostwestfälisch gesprochen wird, wird für ‚Pflaume‘ Plume mit l statt Prume mit r verwendet, wie weiter westlich.[8]
- Im Einzelnen sind regionale Abweichungen möglich. Am auffälligsten ist im Ostwestfälischen wohl, dass im Lippischen die Westfälische Brechung fehlt.[9]

## Binnengliederung des Ostwestfälischen

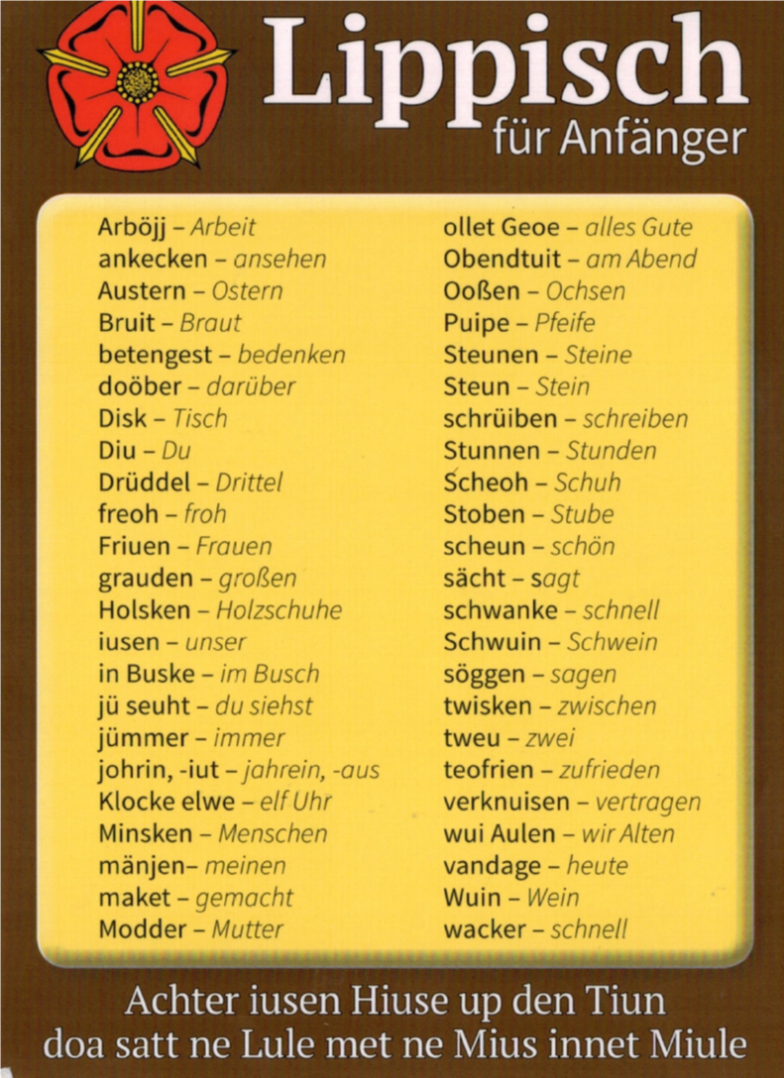
Lippisch für Anfänger

Der Begriff Ostwestfälisch wurde von der germanistischen Dialektologie geprägt und fasst eine Reihe westfälischer Mundarten zusammen, deren sprachlicher Aufbau weitgehend übereinstimmt.
Das Lippische kennzeichnet sich durch das Fehlen der westfälischen Brechung und bildet in mancher Hinsicht den Übergang zum Ostfälischen. Auch Ortsmundarten innerhalb einer dieser Mundarten können sich mitunter deutlich voneinander unterscheiden.

## Gebrauch
Der Sprachwechsel zum Hochdeutschen ist mehr oder weniger vollendet. Nur im ganz ländlichen Milieu fungiert das Ostwestfälische noch als Umgangssprache. Als Kulturgut erfreut sich das Ostwestfälische jedoch einer gewissen Beliebtheit. In der Region finden z. B. mehrmals im Jahr niederdeutsche Gottesdienste statt. Auch gibt es in der Gegend einige Theatergruppen, die ihre Stücke auf Ostwestfälisch aufführen.
Nur an einigen wenigen Schulen in der Region wird das Ostwestfälische Kindern vermittelt. Außerdem gibt es Angebote in der Erwachsenenbildung. In einigen Orten gibt es auch Plattdeutschkränzchen zur Pflege der Ortsmundart.

## Sprachbeispiel (Lübbecker Mundart)
Dat ostwestfäilische Platt is ’n Däil von dat westfäilische Platt un wett in Ostwestfaulen küert. Et giff sierben Formen:
Dat Usenbrückske, dat Lübker, dat Rauwensbierger, dat Wiedenbrücksker, dat lippsche, dat Paderbuorner un dat Waldecker Platt.
Wat besondret sinn däi Ünnerschäidung tüsken dänn ursprünglich langen a wie in Rot (Rat) un dänn later däihnten a wie in Water (Wasser), däi Diphthongierung van däi langen Vokale wie in Braut (Brot) orre Fout (Fuß), däi Hiattilgung wie in teggen (ziehen) orre maggen (mähen) un tou gouter lesst nau däi Wörter Lüüt (Mädchen), wacker (schön), Saut (Brunnen) un ninn(e) (kein(e)).
Bit nauen twäiten Weltkriech was dat ostwestfäilische Platt däi Sprauk, däi däi mäißten Kinner in Huse touierße lernt hebbet, later hebbet däi Kinner dann Houchdüütsk lernt.
Van Dage lernt däi Kinner fast gohr käin Platt mehr, aber manche lernt ’n lütket bierden inne Schoule.
Übersetzung:

Das ostwestfälische Platt ist ein Teil des westfälischen Platts und wird in Ostwestfalen gesprochen. Es gibt sieben Arten: Das Osnabrücker, das Lübbecker, das Ravensberger, das Wiedenbrücker, das lippische, das Paderborner und das Waldecker Platt.
Was besonderes sind die Unterscheidungen zwischen dem ursprünglichen langen a wie in Rot (Rat) und dem später gedehnten a wie in Water (Wasser), die Diphthongisierung der langen Vokale wie in Braut (Brot) oder Fout (Fuß), die Hiattilgung wie in teggen (ziehen) oder maggen (mähen) und zu guter Letzt noch die Wörter Lüüt (Mädchen), wacker (schön), Saut (Brunnen) und ninn(e) (kein(e)).
Bis nach dem Zweiten Weltkrieg war das ostwestfälische Platt die Sprache, die die meisten Kinder zu Hause zuerst gelernt haben, später haben die Kinder dann Hochdeutsch gelernt. Heute lernen die Kinder fast gar kein Platt mehr, aber manche lernen ein kleines Bisschen in der Schule.

## Regionales Hochdeutsch
Die hochdeutsche Umgangssprache der Region ist sehr stark von der niederdeutschen Phonetik beeinflusst. Auch wurden niederdeutsche Ausdrücke in das Hochdeutsche übernommen. Mit der Erosion des Niederdeutschen ist eine Verwässerung der regionalen Umgangssprache einhergegangen.